# Есто (Флорида)
Есто (англ. Esto) — місто (англ. town) в США, в окрузі Голмс штату Флорида. Населення — 341 особа (2020).

## Географія
Есто розташоване за координатами 30°58′54″ пн. ш. 85°38′35″ зх. д. / 30.98167° пн. ш. 85.64306° зх. д. (30.981662, -85.642959).  За даними Бюро перепису населення США в 2010 році місто мало площу 6,10 км², з яких 5,62 км² — суходіл та 0,48 км² — водойми.

## Демографія
Згідно з переписом 2010 року, у місті мешкали 364 особи в 134 домогосподарствах у складі 91 родини. Густота населення становила 60 осіб/км².  Було 159 помешкань (26/км²).
Расовий склад населення:
| - 96,2 % — білих - 1,1 % — чорних або афроамериканців - 0,5 % — корінних американців - 0,5 % — азіатів |

До двох чи більше рас належало 1,4 %. Частка іспаномовних становила 2,7 % від усіх жителів.
За віковим діапазоном населення розподілялося таким чином: 23,4 % — особи молодші 18 років, 60,9 % — особи у віці 18—64 років, 15,7 % — особи у віці 65 років та старші. Медіана віку мешканця становила 38,7 року. На 100 осіб жіночої статі у місті припадало 95,7 чоловіків;  на 100 жінок у віці від 18 років та старших — 97,9 чоловіків також старших 18 років.
Середній дохід на одне домашнє господарство  становив 34 356 доларів США (медіана — 24 167), а середній дохід на одну сім'ю — 40 022 долари (медіана — 37 778). Медіана доходів становила 30 625 доларів для чоловіків та 21 500 доларів для жінок. За межею бідності перебувало 32,5 % осіб, у тому числі 50,0 % дітей у віці до 18 років та 9,3 % осіб у віці 65 років та старших.
Цивільне працевлаштоване населення становило 125 осіб. Основні галузі зайнятості: роздрібна торгівля — 22,4 %, будівництво — 19,2 %, освіта, охорона здоров'я та соціальна допомога — 14,4 %, публічна адміністрація — 11,2 %.